# Municipio de Solís Grande
El municipio de Solís Grande es uno de los ocho municipios del departamento de Maldonado, en Uruguay. Fue creado por la Ley Nº 18.653 del 15 de marzo de 2010.

## Territorio
El municipio se encuentra localizado en la zona oeste del departamento de Maldonado. Cuenta con un área de 240 km² (5% del área departamental) y una población aproximada de 4600 habitantes (2,41% de la población departamental).

### Localidades incluidas en el municipio
- Abra de Castellanos
- Bella Vista
- Cerros Azules
- Estación Las Flores
- Gregorio Aznárez
- La Sierra
- Las Flores
- Solís
- Pueblo Solís
- Ventimiglia

## Límites
Según el Decreto Nº 3862 del 11 de febrero de 2010 de la Junta Departamental de Maldonado, se estableció la siguiente jurisdicción territorial:

Artículo 7º.- Créase el Municipio SOLÍS GRANDE el que tendrá la siguiente jurisdicción territorial: -

Al Oeste: Arroyo Solís Grande,

Al Norte: Arroyo Sauce y Sierra de las Animas,

Al Este: Arroyo Las Flores, Ruta 9 y Arroyo de las Tarariras,

Al Sur: Río de la Plata.

## Distritos electorales
Según el Decreto Nº 3909 del 2 de diciembre de 2014 (decreto ampliatorio del 3862) de la Junta Departamental de Maldonado, se dispusieron las siguientes series electorales:
- DCD: Gregorio Aznárez
- DCE: Solís Arriba
- DCF: Las Flores

## Autoridades
La autoridad del municipio es el Concejo Municipal, compuesto por el Alcalde y cuatro Concejales.
| Nº | Alcalde                   | Partido             | Inicio del mandato      | Fin del mandato         | Observaciones     | Concejales                                                                                                  |
| -- | ------------------------- | ------------------- | ----------------------- | ----------------------- | ----------------- | --- |
| 1  | Hernán Ciganda            | Partido Nacional PN | 9 de julio de 2010      | julio de 2015           | Alcalde elegido   | Oscar Heber Meneses Andrade (PN) Nario Palomino de León (PN) Luz María Espinosa (FA) Cristina González (FA) |
| 2  | Hernán Ciganda            | Partido Nacional PN | julio de 2015           | 26 de noviembre de 2020 | Alcalde reelegido | Sergio Casanova Frachia (PN) Patricia Martínez (PN) Luz María Espinosa (FA) Marcelo Rodríguez (FA)          |
| 3  | Patricia Marcela Martínez | Partido Nacional PN | 27 de noviembre de 2020 | 2025                    | Alcaldesa elegida | Ricardo Abayian (PN) Juan Bonilla (PN) Sergio Casanova (PN) Wilson Zeballos (FA)                            |